# Liste des cols des Hautes-Pyrénées
Cet article présente les principaux cols situés dans le département des Hautes-Pyrénées par ordre alphabétique, avec leur localisation précise et altitude.

## Définition
Les Hautes-Pyrénées comportent de nombreuses plaines et vallées, mais n'en sont pas moins un territoire abrupt constitué de montagnes notamment dans les Pyrénées.

## Liste des cols
| A - B - C - D - E - F - G - H - I - J - L - M - N -O - P - Q - R - S - T - U - V |

| Nom                            | Tri par nom    | Altitude (en m) | Type     | Massif                                | Entre                       | Et                          | Coordonnées                 | Illustration |
| ------------------------------ | -------------- | --------------- | -------- | ------------------------------------- | --------------------------- | --------------------------- | --------------------------- | ------------ |
| A                              |                |                 |          |                                       |                             |                             |                             |              |
| Hourquette des Aiguillettes    | Aiguillettes   | 2 237           | pédestre | de la Munia                           | Vallée de la Géla           | Vallon de Saux              | 42° 44′ 58″ N, 0° 10′ 47″ E |              |
| Hourquette d'Alans             | Alans          | 2 430           | pédestre | du Mont-Perdu                         | Vallée de Gavarnie          | Vallée d'Estaubé            | 42° 42′ 58″ N, 0° 01′ 43″ E |              |
| Col des Alianes                | Alianes        | 2 491           | pédestre | du Balaïtous                          | Vallée d'Ossau              | Vallée d'Arrens             | 42° 52′ 51″ N, 0° 18′ 50″ O |              |
| Hourquette d'Ancizan           | Ancizan        | 1 564           | routier  | de l'Arbizon                          | Payolle                     | Ancizan                     | 42° 53′ 58″ N, 0° 18′ 20″ E |              |
| Col d'Aoube                    | Aoube          | 2 369           | pédestre | du Pic-du-Midi-de-Bigorre             | Vallée de Lesponne          | Vallée de Barèges           | 42° 55′ 49″ N, 0° 06′ 45″ E |              |
| Col d'Aragon                   | Aragon         | 2 808           | pédestre | de Cauterets                          | Vallée de Tena              | Vallée du Marcadau          | 42° 49′ 13″ N, 0° 14′ 33″ O |              |
| Col d'Arraillé                 | Arraillé       | 2 583           | pédestre | du Vignemale                          | Vallée de Gaube             | Vallée de Lutour            | 42° 47′ 33″ N, 0° 07′ 35″ O |              |
| Col d'Arratille                | Arratille      | 2 528           | pédestre | de Panticosa du Vignemale             | Vallée du Marcadau          | Vallée de l'Ara             | 42° 47′ 19″ N, 0° 10′ 23″ O |              |
| Port d'Arriouère               | Arriouère      | 2 588           | pédestre | de Suelza                             | Vallée de Bielsa            | Vallée du Rioumajou         | 42° 42′ 41″ N, 0° 15′ 39″ E |              |
| Col du Pic Arrouy              | Arrouy         | 2 632           | pédestre | de Cauterets                          | Vallée d'Estaing            | Vallée d'Ilhéou             | 42° 51′ 09″ N, 0° 11′ 44″ O |              |
| Passade d'Arrouye              | Arrouye        | 2 736           | pédestre | de la Munia                           | Vallée de Bielsa            | Vallée de Héas              | 42° 42′ 37″ N, 0° 06′ 23″ E |              |
| Hourquette d'Arrouyes          | Arrouyes       | 2 214           | pédestre | d'Ardiden                             | Vallée de Cestrède          | Vallée d'Aspé               | 42° 46′ 58″ N, 0° 01′ 30″ O |              |
| Col d'Artouste                 | Artouste       | 2 472           | pédestre | du Balaïtous                          | Vallée d'Ossau              | Vallée d'Arrens             | 42° 52′ 33″ N, 0° 18′ 37″ O |              |
| Col d'Aspé                     | Aspé           | 2 821           | pédestre | d'Ardiden                             | Vallée de Lutour            | Vallée d'Aspé               | 42° 46′ 47″ N, 0° 04′ 40″ O |              |
| Col d'Aspé ou de Pla Coummunau | Aspé           | 2 281           | pédestre | d'Ardiden                             | Vallée d'Ossoue             | Vallée d'Aspé               | 42° 45′ 31″ N, 0° 03′ 39″ O |              |
| Col d'Aspin                    | Aspin          | 1 489           | routier  | de l'Arbizon                          | Payolle                     | Sarrancolin                 | 42° 56′ 33″ N, 0° 19′ 39″ E |              |
| Col d'Astazou                  | Astazou        | 2 951           | pédestre | du Mont-Perdu                         | Vallée de Gavarnie          |                             | 42° 41′ 54″ N, 0° 00′ 55″ O |              |
| Hourquette d'Aubert            | Aubert         | 2 498           | pédestre | du Néouvielle                         | Vallée de Barèges           | Vallée d'Aure               | 42° 51′ 08″ N, 0° 07′ 24″ E |              |
| Col d'Aulon                    | Aulon          | 2 506           | pédestre | de l'Arbizon                          | Vallée de Campan            | Vallée d'Aulon              | 42° 52′ 19″ N, 0° 14′ 00″ E |              |
| Col d'Aumar                    | Aumar          | 2 374           | pédestre | du Néouvielle                         | Vallée de Port Bielh Bastan | Vallée de Port Bielh Bastan | 42° 50′ 38″ N, 0° 09′ 36″ E |              |
| Col d'Azet                     | Azet           | 1 580           | routier  | de Batchimale                         | Azet                        | Génos                       | 42° 47′ 31″ N, 0° 22′ 52″ E |              |
| Port d'Azun                    | Azun           | 2 701           | pédestre | de Cauterets                          | Vallée d'Arrens             | Vallée de Tena              | 42° 49′ 13″ N, 0° 14′ 57″ O |              |
| Port d'Aygues Tortes           | Aygues Tortes  | 2 683           | pédestre | de Batchimale                         | Vallon d'Aygues Tortes      | Vallée de Bénasque          | 42° 41′ 44″ N, 0° 24′ 20″ E |              |
| B                              |                |                 |          |                                       |                             |                             |                             |              |
| Brèche de la Badète            | Badète         | 2 669           | pédestre | de Panticosa                          | Vallée de Tena              | Vallée du Marcadau          | 42° 47′ 30″ N, 0° 11′ 39″ O |              |
| Port de Balès                  | Balès          | 1 755           | routier  | de la Barousse                        | Ferrère                     | Bourg-d'Oueil               | 42° 52′ 28″ N, 0° 30′ 04″ E |              |
| Pas de Balthazar               | Balthazar      | 2 829           | pédestre | de Suelza                             | Vallée du Moudang           | Vallée du Rioumajou         | 42° 43′ 14″ N, 0° 15′ 53″ E |              |
| Col de Bareilles               | Bareilles      | 2 238           | pédestre | du Pic-du-Midi-de-Bigorre             | Vallée de Lesponne          | Vallée de Lesponne          | 42° 56′ 40″ N, 0° 04′ 10″ E |              |
| Col de Barèges                 | Barèges        | 2 469           | pédestre | du Néouvielle                         | Vallée de Barèges           | Réserve du Néouvielle       | 42° 52′ 08″ N, 0° 09′ 53″ E |              |
| Col de Barran                  | Barran         | 1 934           | pédestre | du Montaigu                           | Vallée de Castelloubon      | Vallée de Lesponne          | 42° 58′ 06″ N, 0° 02′ 23″ E |              |
| Port de Barroude               | Barroude       | 2 534           | pédestre | de la Munia                           | Vallée de la Géla           | Vallée de Bielsa            | 42° 43′ 29″ N, 0° 09′ 04″ E |              |
| Col de Bassia                  | Bassia         | 2 621           | pédestre | de Cauterets                          | Vallée d'Estaing            | Vallée du Marcadau          | 42° 50′ 44″ N, 0° 12′ 35″ O |              |
| Col de Bastan                  | Bastan         | 2 481           | pédestre | de l'Arbizon                          | Vallée de Port Bielh Bastan | Vallée d'Aulon              | 42° 51′ 27″ N, 0° 13′ 19″ E |              |
| Col de Bastanet                | Bastanet       | 2 509           | pédestre | de l'Arbizon                          | Vallée de Campan            | Vallée d'Aure               | 42° 51′ 08″ N, 0° 07′ 24″ E |              |
| Port de Bataillence            | Bataillence    | 2 465           | pédestre | de Suelza                             | Vallon de Saux              | Vallée du Moudang           | 42° 44′ 01″ N, 0° 12′ 29″ E |              |
| Col de Bat Houradade           | Bat Houradade  | 2 534           | pédestre | d'Ardiden                             | Vallée de Lutour            | Vallée de Luz-Saint-Sauveur | 42° 51′ 49″ N, 0° 04′ 39″ O |              |
| Col de Bazès                   | Bazès          | 1 509           | pédestre | du Gabizos                            | Val d'Azun                  | Vallée du Bergons           | 42° 59′ 30″ N, 0° 13′ 34″ O |              |
| Col de Bernadole               | Bernadole      | 2 608           | pédestre | du Vignemale                          | Vallée de Gaube             | Vallée de Lutour            | 42° 49′ 20″ N, 0° 07′ 01″ O |              |
| Col de la Bernatoire           | Bernatoire     | 2 336           | pédestre | du Vignemale                          | Vallée de la Canau          | Vallée de Bujaruelo         | 42° 43′ 20″ N, 0° 06′ 02″ O |              |
| Col de Beyrède                 | Beyrède        | 1 417           | routier  |                                       | Payolle                     | Beyrède-Jumet               | 42° 57′ 46″ N, 0° 18′ 32″ E |              |
| Port Bieil                     | Bieil          | 2 599           | pédestre | de la Munia                           | Vallée de Bielsa            | Vallée d'Estaubé            | 42° 42′ 40″ N, 0° 04′ 28″ E |              |
| Port de Bielsa                 | Bielsa         | 2 425           | pédestre | de la Munia de Suelza                 | Vallée de Bielsa            | Vallon de Saux              | 42° 43′ 55″ N, 0° 11′ 32″ E |              |
| Col de la Bonida               | Bonida         | 2 315           | pédestre | du Pic-du-Midi-de-Bigorre             | Vallée de Barèges           | Vallée de Barèges           | 42° 55′ 03″ N, 0° 07′ 36″ E |              |
| Col des Bordères               | Bordères       | 1 161           | routier  | du Pic-du-Midi-d'Arrens               | Arrens-Marsous              | Estaing                     | 42° 57′ 05″ N, 0° 11′ 43″ O |              |
| Port de Boucharo               | Boucharo       | 2 270           | pédestre | du Vignemale du Mont-Perdu            | Vallée des Pouey Aspé       | Vallée de Bujaruelo         | 42° 42′ 13″ N, 0° 03′ 51″ O |              |
| Col de Bounèu                  | Bounèu         | 2 664           | pédestre | de la Munia                           | Cirque de Troumouse         | Vallée de Bielsa            | 42° 42′ 42″ N, 0° 06′ 07″ E |              |
| Hourquette de Bugarret         | Bugarret       | 2 614           | pédestre | du Néouvielle                         | Vallon du Barrada           | Réserve du Néouvielle       | 42° 49′ 14″ N, 0° 06′ 23″ E |              |
| C                              |                |                 |          |                                       |                             |                             |                             |              |
| Col de Cambalès                | Cambalès       | 2 706           | pédestre | de Cauterets                          | Vallée d'Arrens             | Vallée du Marcadau          | 42° 49′ 39″ N, 0° 14′ 41″ O |              |
| Port de Campbieil              | Campbieil      | 2 596           | pédestre | du Néouvielle                         | Vallée de Campbieil         | Vallon de Badet             | 42° 46′ 31″ N, 0° 06′ 44″ E |              |
| Port de la Canau               | Canau          | 2 686           | pédestre | de la Munia                           | Cirque de Troumouse         | Vallée de Bielsa            | 42° 43′ 02″ N, 0° 05′ 25″ E |              |
| Hourquette de Cap de Long      | Cap de Long    | 2 902           | pédestre | du Néouvielle                         | Vallée de Campbieil         | Réserve du Néouvielle       | 42° 47′ 27″ N, 0° 06′ 32″ E |              |
| Col du Cardal                  | Cardal         | 2 361           | pédestre | du Vignemale                          | Vallée de la Canau          | Vallée de Bujaruelo         | 42° 43′ 55″ N, 0° 06′ 28″ O |              |
| Port de Cauarère               | Cauarère       | 2 526           | pédestre | de Suelza                             | Vallée du Rioumajou         | Vallée de Chistau           | 42° 41′ 35″ N, 0° 19′ 25″ E |              |
| Col de Cerbillona              | Cerbillona     | 3 195           | pédestre | du Vignemale                          | Vallée d'Ossoue             | Vallée de Tena              | 42° 46′ 17″ N, 0° 09′ 01″ O |              |
| Hourquette de Chermentas       | Chermentas     | 2 439           | pédestre | de la Munia                           | Vallon de Badet             | Vallée de la Géla           | 42° 45′ 18″ N, 0° 08′ 32″ E |              |
| Port de Clarabide              | Clarabide      | 2 615           | pédestre | de Perdiguère-de Batchimale           | Vallon d'Aygues Tortes      | Vallée de Bénasque          | 42° 41′ 35″ N, 0° 27′ 01″ E |              |
| Brèche de la Clé du Curé       | Clé du Curé    | 2 776           | pédestre | de la Munia                           | Vallée de Héas              | Vallée de Bielsa            | 42° 42′ 40″ N, 0° 07′ 01″ E |              |
| Col de Coume Estrète           | Coume Estrète  | 2 767           | pédestre | du Néouvielle                         | Vallée de Barèges           | Vallon du Barrada           | 42° 49′ 52″ N, 0° 06′ 00″ E |              |
| Col de la Courade              | Courade        | 1 272           | routier  | du Pic-du-Midi-de-Bigorre             | Vallée de Lesponne          | Vallée de Campan            | 42° 59′ 42″ N, 0° 10′ 02″ E |              |
| Col de Couraduque              | Couraduque     | 1 367           | routier  | du Granquet                           | Val d'Azun                  | Vallée du Bergons           | 42° 59′ 28″ N, 0° 12′ 11″ O |              |
| Col de Couret                  | Couret         | 1 351           | pédestre |                                       | Val d'Azun                  | Vallée du Bergons           | 42° 59′ 32″ N, 0° 11′ 40″ O |              |
| Col du Couret                  | Couret         | 1 199           | routier  | du Montaigu                           | Bagnères-de-Bigorre         | Vallée de Lesponne          | 43° 01′ 32″ N, 0° 06′ 19″ E |              |
| Col de Crabère                 | Crabère        | 2 431           | pédestre | du Vignemale                          | Vallée de la Canau          | Vallée de Bujaruelo         | 42° 43′ 26″ N, 0° 06′ 31″ O |              |
| Col de Culaus                  | Culaus         | 2 565           | pédestre | d'Ardiden                             | Vallée de Lutour            | Vallée de Cestrède          | 42° 48′ 53″ N, 0° 03′ 57″ O |              |
| Col de Culentous               | Culentous      | 1 740           | pédestre | du Montaigu                           | Bagnères-de-Bigorre         | Vallée de Lesponne          | 43° 00′ 09″ N, 0° 04′ 33″ E |              |
| D                              |                |                 |          |                                       |                             |                             |                             |              |
| Brèche des Deux-Bornes         | Deux Bornes    | 2 792           | pédestre | du Mont-Perdu                         | Vallée d'Estaubé            | Vallée de Pineta            | 42° 41′ 59″ N, 0° 02′ 04″ E |              |
| E                              |                |                 |          |                                       |                             |                             |                             |              |
| Col d'Espade                   | Espade         | 2 617           | pédestre | du Néouvielle                         | Vallon du Barrada           | Vallée de Campbieil         | 42° 48′ 13″ N, 0° 04′ 38″ E |              |
| Col des Espécières             | Espécières     | 2 334           | pédestre | du Vignemale                          | Vallée de Bujaruelo         | Vallée des Espécières       | 42° 42′ 46″ N, 0° 03′ 53″ O |              |
| Col d'Estibe Aute              | Estibe Aute    | 2 622           | pédestre | du Vignemale                          | Vallée de Gaube             | Vallée de Lutour            | 42° 48′ 39″ N, 0° 07′ 33″ O |              |
| Col d'Estivère                 | Estivère       | 1 219           | routier  | de la Barousse                        | Vallée de la Neste          | Vallée de Nistos            | 42° 59′ 44″ N, 0° 25′ 14″ E |              |
| Col d'Estom Soubiran           | Estom Soubiran | 2 652           | pédestre | d'Ardiden                             | Vallée de Lutour            | Vallée d'Ossoue             | 42° 46′ 40″ N, 0° 06′ 01″ O |              |
| Col d'Estoudou                 | Estoudou       | 2 260           | pédestre | du Néouvielle                         | Orédon                      | Oule                        | 42° 49′ 38″ N, 0° 11′ 01″ E |              |
| F                              |                |                 |          |                                       |                             |                             |                             |              |
| Col de la Fache                | Fache          | 2 664           | pédestre | de Cauterets                          | Vallée de Tena              | Vallée du Marcadau          | 42° 48′ 46″ N, 0° 14′ 21″ O |              |
| Col Falisse                    | Falisse        | 2 685           | pédestre | de Cauterets                          | Vallée de Tena              | Vallée du Marcadau          | 42° 48′ 21″ N, 0° 13′ 55″ O |              |
| Fausse Brèche                  | Fausse Brèche  | 2 909           | pédestre | du Mont-Perdu                         | Valle de Araza              | Cirque de Gavarnie          | 42° 41′ 29″ N, 0° 02′ 11″ O |              |
| G                              |                |                 |          |                                       |                             |                             |                             |              |
| Col de Gabiédou                | Gabiédou       | 2 737           | pédestre | de la Munia                           | Cirque de Troumouse         | Vallée de Bielsa            | 42° 42′ 55″ N, 0° 04′ 54″ E |              |
| Col des Gabiétous              | Gabiétous      | 2 935           | pédestre | du Mont-Perdu                         | Vallée des Pouey Aspé       | Vallée d'Ordesa             | 42° 41′ 33″ N, 0° 03′ 26″ O |              |
| Col de la Géla                 | Géla           | 2 706           | pédestre | de la Munia                           | Vallée de Héas              | Vallée de la Géla           | 42° 44′ 38″ N, 0° 08′ 06″ E |              |
| Col des Gisletas               | Gisletas       | 2 342           | pédestre | de Cauterets                          | Vallée d'Estaing            | Vallée d'Estaing            | 42° 50′ 43″ N, 0° 13′ 49″ O |              |
| Col des Gourgs Blancs          | Gourgs Blancs  | 2 877           | pédestre | de Perdiguère                         | Vallon des Gourgs Blancs    | Vallée du Larboust          | 42° 42′ 09″ N, 0° 28′ 56″ E |              |
| H                              |                |                 |          |                                       |                             |                             |                             |              |
| Col de la Haugade              | Haugade        | 2 310           | pédestre | de Cauterets                          | Vallée d'Ilhéou             | Vallée du Marcadau          | 42° 51′ 13″ N, 0° 10′ 31″ O |              |
| Hourquette de Héas             | Héas           | 2 608           | pédestre | du Néouvielle de la Munia             | Vallée de Héas              | Vallée d'Aure               | 42° 45′ 28″ N, 0° 07′ 41″ E |              |
| Port de Héchempy               | Héchempy       | 2 454           | pédestre | de Suelza                             | Vallée de Bielsa            | Vallée du Moudang           | 42° 43′ 17″ N, 0° 13′ 05″ E |              |
| Col de Hount Hérède            | Hount Hérède   | 2 704           | pédestre | d'Ardiden                             | Vallée de Lutour            | Vallée de Cestrède          | 42° 47′ 48″ N, 0° 04′ 27″ O |              |
| Col d'Hospitalet               | Hospitalet     | 2 548           | pédestre | du Balaïtous                          | Vallée d'Arrens             | Vallée d'Arrens             | 42° 53′ 31″ N, 0° 18′ 18″ O |              |
| I                              |                |                 |          |                                       |                             |                             |                             |              |
| Col d'Ilhéou                   | Ilhéou         | 2 242           | pédestre | de Cauterets                          | Vallée d'Estaing            | Vallée d'Ilhéou             | 42° 52′ 39″ N, 0° 11′ 08″ O |              |
| J                              |                |                 |          |                                       |                             |                             |                             |              |
| Col de Jétas                   | Jétas          | 2 430           | pédestre | de l'Arbizon                          | Vallon de Montarrouyes      | Vallée d'Aulon              | 42° 51′ 01″ N, 0° 13′ 27″ E |              |
| L                              |                |                 |          |                                       |                             |                             |                             |              |
| Col de Labas                   | Labas          | 2 719           | pédestre | du Vignemale                          | Vallée de Lutour            | Vallée d'Ossoue             | 42° 47′ 02″ N, 0° 06′ 52″ O |              |
| Col Lady Lister                | Lady Lister    | 3 200           | pédestre | du Vignemale                          | Vallée d'Ossoue             | Vallée de Tena              | 42° 46′ 08″ N, 0° 08′ 54″ O |              |
| Port du Lavedan                | Lavedan        | 2 615           | pédestre | du Balaïtous                          | Vallée d'Arrens             | Vallée de Tena              | 42° 50′ 46″ N, 0° 18′ 37″ O |              |
| Col de Lary                    | Lary           | 2 278           | pédestre | du Vignemale                          | Vallée de Sausse Dessus     | Vallée des Espécières       | 42° 43′ 51″ N, 0° 03′ 08″ O |              |
| Col de Lègnes                  | Lègnes         | 2 576           | pédestre | de Perdiguère                         | Vallon des Gourgs Blancs    | Vallon d'Aygues Tortes      | 42° 42′ 43″ N, 0° 27′ 11″ E |              |
| Col du Lion                    | Lion           | 2 031           | pédestre | de la Barousse                        | Vallée de Bareilles         | Vallée de Cazaux-Dessus     | 42° 51′ 11″ N, 0° 27′ 30″ E |              |
| Col de Louesque                | Louesque       | 2 411           | pédestre | du Gabizos                            | Vallée d'Ossau              | Vallée d'Arrens             | 42° 55′ 39″ N, 0° 18′ 14″ O |              |
| Col de Lustou                  | Lustou         | 2 649           | pédestre | de Suelza de Batchimale               | Vallée du Rioumajou         | Vallée du Louron            | 42° 44′ 29″ N, 0° 20′ 56″ E |              |
| M                              |                |                 |          |                                       |                             |                             |                             |              |
| Col de Madaméte                | Madaméte       | 2 508           | pédestre | du Néouvielle                         | Vallée de Barèges           | Vallée d'Aure               | 42° 51′ 27″ N, 0° 08′ 25″ E |              |
| Port de Madèra                 | Madèra         | 2 553           | pédestre | de Suelza                             | Vallée du Rioumajou         | Vallée de Chistau           | 42° 41′ 20″ N, 0° 19′ 23″ E |              |
| Col de Malh Arrouy             | Malh Arrouy    | 2 745           | pédestre | d'Ardiden                             | Vallée de Lutour            | Vallée de Cestrède          | 42° 47′ 23″ N, 0° 04′ 25″ O |              |
| Port du Marcadau               | Marcadau       | 2 541           | pédestre | de Cauterets de Panticosa             | Vallée de Tena              | Vallée du Marcadau          | 42° 48′ 05″ N, 0° 13′ 24″ O |              |
| Col de Marraut                 | Marraut        | 2 529           | pédestre | du Néouvielle                         | Vallée de Luz-Saint-Sauveur | Vallon du Barrada           | 42° 49′ 45″ N, 0° 03′ 08″ E |              |
| Col Maury                      | Maury          | 2 769           | pédestre | de Batchimale                         | Vallon d'Aygues Tortes      | Vallée de Bénasque          | 42° 41′ 29″ N, 0° 26′ 34″ E |              |
| Hourquette Médette             | Médette        | 2 293           | pédestre | du Néouvielle                         | Vallée de Campan            | Cirque de Cloutou           | 42° 53′ 42″ N, 0° 11′ 25″ E |              |
| Port du Moudang                | Moudang        | 2 495           | pédestre | de Suelza                             | Vallée de Bielsa            | Vallée du Moudang           | 42° 43′ 06″ N, 0° 15′ 05″ E |              |
| Hourquette de Mounicot         | Mounicot       | 2 547           | pédestre | du Néouvielle                         | Vallée de la Glère          | Vallée dets Coubous         | 42° 51′ 11″ N, 0° 06′ 47″ E |              |
| Col des Mulets                 | Mulets         | 2 591           | pédestre | du Vignemale                          | Vallée de Gaube             | Vallée de l'Ara             | 42° 43′ 06″ N, 0° 15′ 05″ E |              |
| Col de la Munia                | Munia          | 2 853           | pédestre | de la Munia                           | Cirque de Troumouse         | Vallée de Bielsa            | 42° 42′ 48″ N, 0° 07′ 21″ E |              |
| N                              |                |                 |          |                                       |                             |                             |                             |              |
| Col Noir                       | Noir           | 2 625           | pédestre | du Balaïtous                          | Vallée d'Arrens             | Vallée de Tena              | 42° 50′ 27″ N, 0° 18′ 08″ O |              |
| O                              |                |                 |          |                                       |                             |                             |                             |              |
| Hourquette d'Ossoue            | Ossoue         | 2 734           | pédestre | du Vignemale                          | Vallée d'Ossoue             | Vallée de Gaube             | 42° 46′ 45″ N, 0° 07′ 54″ O |              |
| Col de l'Oule                  | Oule           | 2 556           | pédestre | d'Ardiden                             | Vallée de Cestrède          | Vallée d'Aspé               | 42° 46′ 54″ N, 0° 03′ 41″ O |              |
| Col des Oulettes               | Oulettes       | 2 606           | pédestre | du Vignemale                          | Vallée de Gaube             | Vallée de l'Ara             | 42° 47′ 04″ N, 0° 09′ 18″ O |              |
| Port d'Ourdissétou             | Ourdissétou    | 2 403           | pédestre | de Suelza                             | Vallée de Bielsa            | Vallée du Rioumajou         | 42° 40′ 47″ N, 0° 17′ 08″ E |              |
| Hourquette d'Ouscouaou         | Ouscouaou      | 1 870           | pédestre | du Montaigu du Pic-du-Midi-de-Bigorre | Dabant-Aygues               | Vallée de Lesponne          | 42° 57′ 14″ N, 0° 02′ 06″ E |              |
| P                              |                |                 |          |                                       |                             |                             |                             |              |
| Hourquette de Pailla           | Pailla         | 2 617           | pédestre | du Mont-Perdu                         | Vallée de Gavarnie          | Vallée d'Estaubé            | 42° 42′ 23″ N, 0° 01′ 34″ E |              |
| Col de Palada                  | Palada         | 2 681           | pédestre | du Balaïtous                          | Vallée d'Ossau              | Vallée d'Arrens             | 42° 53′ 07″ N, 0° 18′ 57″ O |              |
| Col des Palomières             | Palomières     | 810             | routier  |                                       | Gerde                       | Lies                        | 43° 03′ 28″ N, 0° 11′ 37″ E |              |
| Col de Paloumère               | de Paloumère   | 2 187           | pédestre | du Pic du Midi d'Arrens               | Vallée d'Arrens             | Vallée d'Estaing            | 42° 53′ 41″ N, 0° 14′ 49″ O |              |
| Col de Péterneille             | Péterneille    | 2 594           | pédestre | de Panticosa                          | Vallée du Marcadau          | Vallée de Tena              | 42° 47′ 47″ N, 0° 12′ 54″ O |              |
| Port du Pla d'Aube             | Pla d'Aube     | 2 432           | pédestre | du Vignemale                          | Vallée de la Canau          | Vallée de Bujaruelo         | 42° 44′ 36″ N, 0° 07′ 04″ O |              |
| Port de Plan                   | Plan           | 2 527           | pédestre | de Suelza                             | Vallée de Bielsa            | Vallée du Rioumajou         | 42° 40′ 51″ N, 0° 18′ 32″ E |              |
| Port de la Peyre Saint-Martin  | Peyre          | 2 295           | pédestre | du Balaïtous de Cauterets             | Vallée d'Arrens             | Vallée de Tena              | 42° 49′ 21″ N, 0° 15′ 38″ O |              |
| Col de Peyresourde             | Peyresourde    | 1 569           | routier  | de la Barousse                        | Armenteule                  | Bagnères-de-Luchon          | 42° 48′ 08″ N, 0° 27′ 45″ E |              |
| Col Peyrot                     | Peyrot         | 1 569           | pédestre | de Cauterets                          | Vallée du Marcadau          | Vallée de Gaube             | 42° 48′ 30″ N, 0° 09′ 06″ O |              |
| Port de la Pez                 | Pez            | 2 451           | pédestre | de Batchimale                         | Vallée du Louron            | Vallée de Chistau           | 42° 43′ 02″ N, 0° 22′ 17″ E |              |
| Col de Pierrefitte             | Pierrefitte    | 2 466           | pédestre | du Néouvielle                         | Vallée de Luz-Saint-Sauveur | Vallon du Barrada           | 42° 49′ 52″ N, 0° 04′ 11″ E |              |
| Port de Pierrefite             | Pierrefite     | 1 855           | pédestre | de la Barousse                        | Bourg-d'Oueil               | Bareilles                   | 42° 52′ 05″ N, 0° 28′ 18″ E |              |
| Port Neuf de Pinède            | Pinède         | 2 466           | pédestre | du Mont-Perdu                         | Vallée d'Estaubé            | Vallée de Pineta            | 42° 41′ 55″ N, 0° 03′ 38″ E |              |
| Col de Port-Bielh              | Port-Bielh     | 2 600           | pédestre | de l'Arbizon                          | Vallée de Campan            | Vallée d'Aulon              | 42° 52′ 05″ N, 0° 12′ 48″ E |              |
| Col de Portet                  | Portet         | 2 214           | routier  | de l'Arbizon                          | Vallée de Couplan           | Vallée d'Aure               | 42° 49′ 59″ N, 0° 14′ 13″ E |              |
| Col de Pouchergues             | Pouchergues    | 2 718           | pédestre | de Perdiguère                         | Vallon des Gourgs Blancs    | Vallon d'Aygues Tortes      | 42° 42′ 25″ N, 0° 27′ 47″ E |              |
| Port supérieur de Pouchergues  | Pouchergues    | 2 921           | pédestre | de Perdiguère                         | Vallée de Bénasque          | Vallon d'Aygues Tortes      | 42° 41′ 54″ N, 0° 28′ 15″ E |              |
| Port de Pouey le Bon           | Pouey le Bon   | 2 716           | pédestre | de Suelza                             | Vallée de Bielsa            | Vallée du Rioumajou         | 42° 41′ 25″ N, 0° 16′ 19″ E |              |
| Q                              |                |                 |          |                                       |                             |                             |                             |              |
| Col de Quartau                 | Quartau        | 2 504           | pédestre | de Perdiguère                         | Vallon des Gourgs Blancs    | Vallon d'Aygues Tortes      | 42° 42′ 57″ N, 0° 26′ 29″ E |              |
| Col de la Quieu                | Quieu          | 2 487           | pédestre | d'Ardiden                             | Vallée d'Ossoue             | Vallée d'Aspé               | 42° 45′ 49″ N, 0° 04′ 51″ O |              |
| R                              |                |                 |          |                                       |                             |                             |                             |              |
| Col de Rabiet                  | Rabiet         | 2 509           | pédestre | du Néouvielle                         | Vallée de Barèges           | Vallon du Barrada           | 42° 49′ 57″ N, 0° 05′ 03″ E |              |
| Col de Riou                    | Riou           | 1 949           | pédestre | d'Ardiden                             | Vallée de Cauterets         | Pays Toy                    | 42° 53′ 47″ N, 0° 04′ 15″ O |              |
| Brèche de Roland               | Roland         | 2 807           | pédestre | du Mont-Perdu                         | Valle de Araza              | Cirque de Gavarnie          | 42° 41′ 27″ N, 0° 02′ 01″ O |              |
| Col des Rosques                | Rosques        | 2 018           | pédestre | du Montaigu                           | Vallée de Castelloubon      | Vallée de Lesponne          | 42° 58′ 31″ N, 0° 03′ 13″ E |              |
| S                              |                |                 |          |                                       |                             |                             |                             |              |
| Col de Saucède                 | Saucède        | 1 529           | pédestre | du Gabizos                            | Vallée de l'Ouzom           | Vallée d'Arrens             | 42° 57′ 17″ N, 0° 16′ 15″ O |              |
| Col de la Serre                | Serre          | 1 453           | pédestre | du Granquet                           | Val d'Azun                  | Vallée du Bergons           | 42° 59′ 28″ N, 0° 12′ 40″ O |              |
| Col du Soulor                  | Soulor         | 1 474           | routier  | du Gabizos                            | Arthez-d'Asson              | Argelès-Gazost              | 42° 57′ 38″ N, 0° 15′ 40″ O |              |
| Col du Soum Blanc              | Soum Blanc     | 2 758           | pédestre | du Vignemale                          | Vallée de Sausse Dessus     | Vallée de Bujaruelo         | 42° 43′ 05″ N, 0° 05′ 01″ O |              |
| Col de Spandelles              | Spandelles     | 1 378           | routier  | du Granquet                           | Arthez-d'Asson              | Argelès-Gazost              | 43° 00′ 40″ N, 0° 13′ 06″ O |              |
| T                              |                |                 |          |                                       |                             |                             |                             |              |
| Brèche de Tapou                | Tapou          | 2 611           | pédestre | du Vignemale                          | Vallée d'Ossoue             | Vallée de Bujaruelo         | 42° 45′ 15″ N, 0° 07′ 38″ O |              |
| Col de Tentes                  | Tentes         | 2 208           | routier  | du Mont-Perdu                         | Vallée des Espécières       | Vallée des Pouey Aspé       | 42° 42′ 50″ N, 0° 03′ 02″ O |              |
| Col du Tourmalet               | Tourmalet      | 2 115           | routier  | du Pic-du-Midi-de-Bigorre             | Barèges                     | Campan                      | 42° 54′ 30″ N, 0° 08′ 42″ E |              |
| Col Tourrat                    | Tourrat        | 2 604           | pédestre | du Néouvielle                         | Vallon du Barrada           | Réserve du Néouvielle       | 42° 48′ 57″ N, 0° 06′ 21″ E |              |
| Col de Tos                     | Tos            | 1 807           | pédestre | du Montaigu                           | Vallée de Castelloubon      | Vallée de Lesponne          | 42° 59′ 42″ N, 0° 03′ 59″ E |              |
| Col de Tracens                 | Tracens        | 2 463           | pédestre | du Néouvielle                         | Vallée dets Coubous         | Vallée dets Coubous         | 42° 51′ 53″ N, 0° 08′ 04″ E |              |
| Col de Tramassel               | Tramassel      | 1 616           | routier  | du Montaigu                           | Beaucens                    | Gazost                      | 42° 58′ 18″ N, 0° 00′ 12″ O |              |
| Brèche de Tuquerouye           | Tuquerouye     | 2 666           | pédestre | du Mont-Perdu                         | Vallée d'Estaubé            | Vallée de Pineta            | 42° 41′ 52″ N, 0° 02′ 25″ E |              |
| U                              |                |                 |          |                                       |                             |                             |                             |              |
| Col d'Uzious                   | Uzious         | 2 236           | pédestre | du Gabizos                            | Vallée d'Ossau              | Vallée d'Arrens             | 42° 55′ 15″ N, 0° 18′ 40″ O |              |
| V                              |                |                 |          |                                       |                             |                             |                             |              |
| Port Vieux                     | Vieux          | 2 384           | pédestre | de la Munia                           | Vallée de la Géla           | Vallée de Bielsa            | 42° 44′ 02″ N, 0° 10′ 25″ E |              |